# Month
Month (auch Ment, Menthu, Montu, Mont oder Montju) ist in der ägyptischen Mythologie der falkenköpfige Gott von Theben. Er ist der Gott des Krieges und Beschützer der Waffen.

## Darstellungen
Als irdisches Abbild des Gottes diente ein weißer Buchis-Stier mit schwarzem Gesicht. In Armant wird der Gott Month in Begleitung der Göttinnen Junit und Rat-taui dargestellt.
In späterer Zeit verschmolz durch den allgemeinen Sonnenkult auch der Gott Month mit dem Sonnengott Re zu Month-Re. Dies scheint schon recht früh im Alten Reich geschehen zu sein, weshalb Month auch falkenköpfig dargestellt wurde.

## Entwicklung
Ursprünglich war Month der Hauptgott des Gaues (Nomos) von Theben. Er wurde in Medamut im Norden und in at-Tod im Süden jeweils am Ostufer verehrt. Es hat den Anschein, dass er die Nord- und Südgrenze des Gaues bewachte.
Während der 11. Dynastie wurde Month von den Königen Mentuhotep I. bis Mentuhotep IV. besonders verehrt. Sie errichteten am Ostufer auf der Höhe von Medamut ein Barkenhaus. Darin wurde die Barke untergebracht, mit der Month sowohl Verbindung zwischen seiner nördlichen und seiner südlichen Stätte halten, als auch zum Westufer übersetzen konnte, wo Mentuhotep II. in Deir el-Bahari seinen großen Totentempel errichtet hatte. Dieses Barkenhaus wurde wohl auch von der Barke des Gottes Min aus Koptos benutzt, der ebenfalls nach Deir el Bahari übersetzte. Während der 12. Dynastie wurde das Andenken an Mentuhotep II. weiterhin hochgehalten, allerdings scheint Min im Barkenhaus zu einer lokalen Sonderform des ursprünglich aus Hermopolis stammenden Amun eine besondere Beziehung eingegangen zu sein.
Unter der 18. Dynastie wurde Month aus dem gemeinsamen Barkenhaus von Amun ausgebootet. Er erhielt nördlich davon einen eigenen Tempel, wo der Weg von seinem Tempel in Medamut ankam. Seine Barke wurde nach at-Tod in ein eigenes Barkenhaus überführt. Während der Vorherrschaft des Amun führte Month ein stilles Eigenleben zwischen seinen Verehrungsstätten.
Unter der 29. Dynastie wurde der Month-Kult wieder stärker betont, nachdem die Amun-Verehrer nach Meroe ausgewichen waren. Die schon lange bestehende bildliche Verbindung Months mit dem Buchis-Stier wurde nun auch durch die Haltung eines lebenden Stiers dargestellt. Dieser Stier wurde wahrscheinlich im Süden in at-Tod eingesetzt und anschließend mit der Barke nach Norden nach Medamut gebracht. Dort verbrachte er einige Zeit in seiner Wohnung, um dann wieder in den Süden zurückzukehren. Hier nun wurde ein Friedhof für ihn auf dem Westufer in Armant (Hermonthis) eingerichtet, das sogenannte Bucheion. Die Mutter-Kühe erhielten später ebenfalls einen eigenen Friedhof. Unter den Ptolemaiern erreichte die Form der Verehrung ihre späte Blüte.